# Jugendradio
Jugendradio (früher auch Jugendfunk) nennt man Hörfunksender oder -sendungen, die vollständig auf eine jugendliche Zielgruppe ausgerichtet sind.
Die Entwicklung jugendspezifischer Sender hängt mit dem Aufkommen des Privatfunks in den 1980er-Jahren und der darauffolgenden Ausdifferenzierung des Programmangebotes zusammen. Das Handbuch Medienpädagogik schreibt über das Jugendradio: „Die Programme für die ‚Jugendszene‘ werden redaktionell von Jugendlichen und jungen Erwachsenen gestaltet. Der Konkurrenz durch kommerzielle Jugendwellen werden neue Musiktrends entgegengesetzt, und teilweise werden politische und gesellschaftliche brisante Themen aufgegriffen, um ‚Gegenöffentlichkeit‘ herzustellen“.
Öffentlich-Rechtliche Jugendradios im deutschsprachigen Raum sind Dasding (SWR), Unserding (SR), Fritz (RBB), 1 Live (WDR), MDR Sputnik (MDR), N-Joy (NDR), PULS (BR), You FM (HR), Bremen Next (Radio Bremen), Deutschlandfunk Nova (Deutschlandradio) und FM4 (ORF) sowie Radio SRF Virus (SRF).
Privatradios für die jüngeren Hörer sind u. a. egoFM  und Kiss FM. Etablierte Sendungen sind bzw. waren Zündfunk (seit 1974) und Radio unfrisiert (1989–1996).